# Тростенецкое сельское поселение
Тростене́цкое се́льское поселе́ние — упразднённое муниципальное образование в Новооскольском районе Белгородской области.
Административный центр — село Тростенец.
19 апреля 2018 года упразднено при преобразовании Новооскольского района в Новооскольский городской округ.

## История
Тростенецкое сельское поселение образовано 20 декабря 2004 года в соответствии с Законом Белгородской области № 159.

## Население
| 2010 | 2011 | 2012 | 2013 | 2014 | 2015 | 2016 |
| ---- | ---- | ---- | ---- | ---- | ---- | ---- |
| 845  | ↘842 | ↘836 | ↘835 | ↗850 | ↗874 | →874 |
| 2017 | 2018 |      |      |      |      |      |
| ↗889 | ↗907 |      |      |      |      |      |

## Состав сельского поселения
| № | Населённый пункт | Тип населённого пункта       | Население |
| - | ---------------- | ---------------------------- | --------- |
| 1 | Тростенец        | село, административный центр | ↗907      |